# 百濟惠王
惠王（？—599年），或稱獻王，名扶餘季。是百濟第二十八代王，598年至599年在位。在《日本書紀》中，他以餘惠之名登場。
《三國史記》記載惠王為聖王第二子，即二十七代王威德王之弟。《日本書紀》記載惠王是威德王之弟。《東國通鑑》則記載惠王為威德王第二子。《三國遺事》亦記載惠王為威德王之子。《隋書》百濟傳則無惠王。
根據《日本書紀》的記載，在聖王陣亡之後，他曾被威德王派往倭國報告此事。威德王死後，由惠王繼位。在位期間正值百濟國力衰退，內有貴族之間的紛亂，對外方面，今首爾之地為新羅所侵奪，黃海沿岸則受高句麗掌控，因而失去直接與中國貿易的管道，對倭國（日本）政局的影響力亦大不如前。